# 马尔科·托雷斯
马尔科·托雷斯（法語：Marco Torrès，1888年1月22日—1963年1月15日），法国男子竞技体操运动员。他曾获得1920年夏季奥运会体操比赛男子团体全能铜牌。他也参加了1912年夏季奥运会。